# Croulas
Der Croulas ist ein kleiner Fluss im südlichen Zentrum von Frankreich, der im Département Cher der Region Centre-Val de Loire östlich der Stadt Vierzon verläuft.

## Geografie

### Verlauf
Der Croulas entspringt unter dem Namen Ruisseau des Fontaines im Waldgebiet Forêt de l’Epeau im nordwestlichen Gemeindegebiet von Saint-Éloy-de-Gy, entwässert mit mehreren Richtungsänderungen generell Richtung Westen und mündet nach rund 15 Kilometern im Gemeindegebiet von Vignoux-sur-Barangeon als linker Nebenfluss in den Barangeon.

### Orte am Fluss
(Reihenfolge in Fließrichtung)
- La Bouleuse, Gemeinde Saint-Éloy-de-Gy
- Château des Fontaines, Gemeinde Allouis
- La Minauderie, Gemeinde Vignoux-sur-Barangeon
- Vignoux-sur-Barangeon
- La Vernusse, Gemeinde Vignoux-sur-Barangeon